# Eupsilia quinquilinea
Eupsilia quinquilinea is een vlinder uit de familie van de uilen (Noctuidae). De wetenschappelijke naam van de soort is voor het eerst geldig gepubliceerd in 1956 door Boursin.